# Długopole Dolne
Długopole Dolne (niem. Nieder-Langenau) – wieś w Polsce położona w województwie dolnośląskim, w powiecie kłodzkim, w gminie Bystrzyca Kłodzka.

## Położenie
Długopole Dolne to luźno zabudowana wieś łańcuchowa o długości około 3 km, leżąca nad Nysą Kłodzką, w Obniżeniu Bystrzycy Kłodzkiej, pomiędzy Bystrzycą Kłodzką na północy i Długopolem-Zdrój na południu, na wysokości około 340–360 m n.p.m.

## Podział administracyjny
W latach 1975–1998 miejscowość administracyjnie należała do województwa wałbrzyskiego.
Pierwszym sołtysem wsi został Tadeusz Gadziński, następnie Jan Nowożycki, Bogdan Bajak, Marta Serafinowicz a obecnie funkcję tę pełni Daniel Wilk.

## Historia
Długopole Dolne powstało w XIII wieku i należy do najstarszych osad w tym rejonie. Początkowo wieś wchodziła w skład dóbr międzyleskich, następnie należała między innymi do hrabiego Herbersteina, właściciela Gorzanowa. W 1840 roku w miejscowości był kościół, szkoła katolicka, 2 młyny wodne, cegielnia, 3 piece produkujące smołę, oraz 15 warsztatów tkackich.

## Zabytki
Do wojewódzkiego rejestru zabytków wpisany jest obiekt:
- kościół parafialny pw. św. Jerzego zbudowany w latach 1793-1794 i przebudowywany w II połowie XIX wieku[1]. We wnętrzu zachowało się kilka barokowych[8] rzeźb i obrazów z końca XVIII wieku[6].

Inne zabytki:
- kaplica z XIX wieku, leżąca na zboczu Wyszkowskiego Grzbietu,
- remiza straży pożarnej z XIX wieku, z murowanym budynkiem i drewnianą wieżą.
- liczne domy mieszkalne i gospodarcze z XIX i XX wieku.